# Kowalski-Kliff
Das Kowalski-Kliff (polnisch Filar Kowalskiego) ist ein blankes und 250 m hohes Felsenkliff auf King George Island im Archipel der Südlichen Shetlandinseln. Am Ufer des Mackellar Inlet ragt es inmitten des Domeyko-Gletschers im nördlichen Teil des Three Musketeers Hill auf.
Polnische Wissenschaftler benannten es 1980 nach dem Arzt Wiesław Kowalski, einem Teilnehmer an der von 1977 bis 1978 durchgeführten polnischen Antarktisexpedition.